# Kalle Lasn

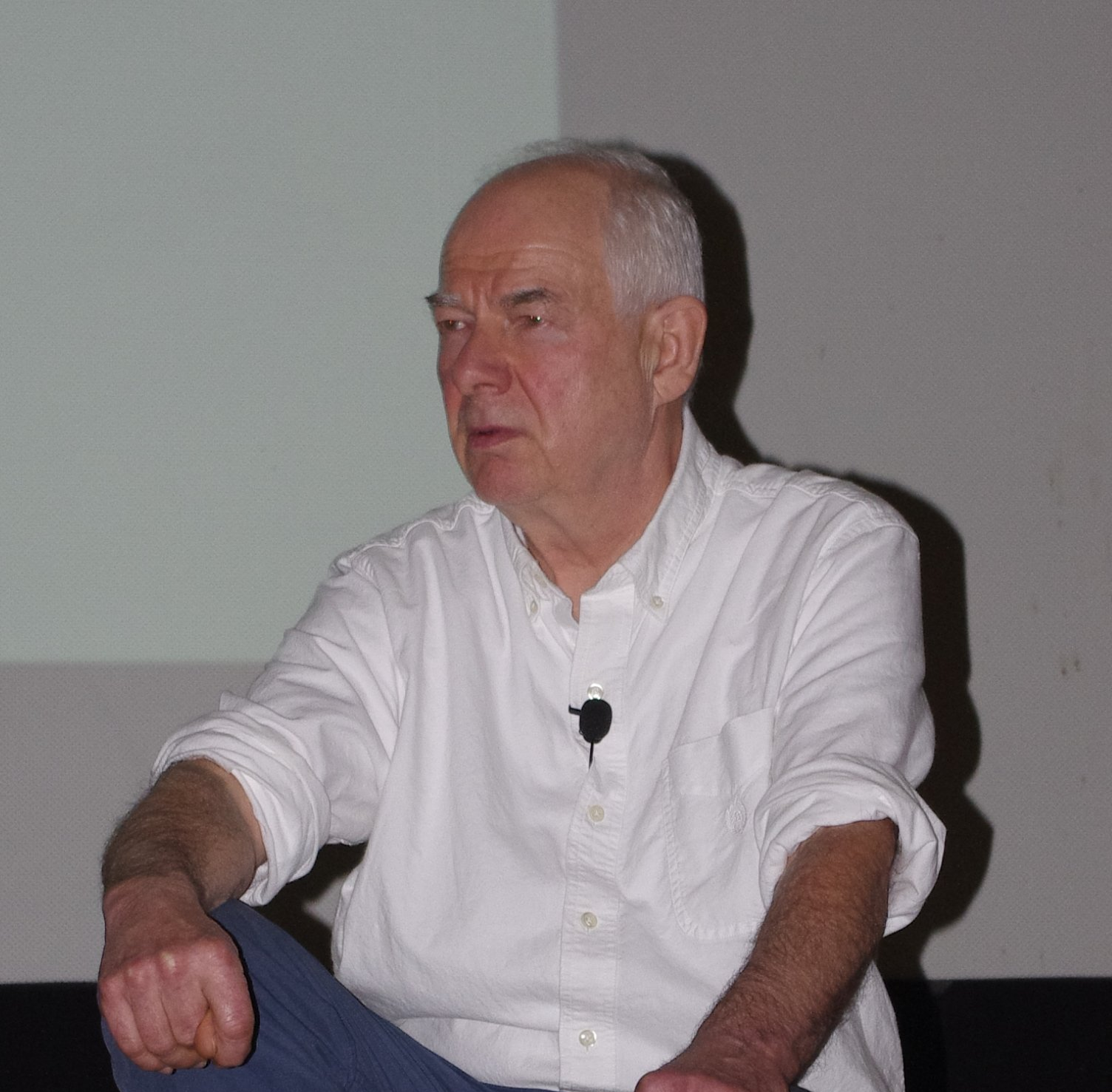
Kalle Lasn (2013)

Kalle Lasn (* 1942 in Tallinn, Estland) ist Gründer der Adbusters Media Foundation und CEO der Blackspot Anticorporation. Lasn drehte zahlreiche Dokumentarfilme und Werbespots, beispielsweise über das Verschwinden der Regenwälder im Pazifischen Nordwesten. Die Fernsehsender weigerten sich jedoch, seine Spots zu senden, was ihn zur Gründung der Adbusters Media Foundation veranlasste – einer Organisation, die sich für öffentlich zugängliche Sendezeiten einsetzt. 1999 veröffentlichte Lasn das gesellschafts- und konsumkritische Werk Culture Jamming.
2004 publizierte Lasn in „Adbusters“ einen Artikel, in dem er amerikanische Neokonservative kritisierte, wobei er antisemitische Stereotype verwendete. In dem Artikel gab es eine Liste prominenter Neocons, in der die jüdischen Namen besonders markiert worden waren. Als daran Anstoß genommen wurde, wies Lasn es von sich, Antisemit zu sein und gab vor, diese Kritik nicht zu verstehen.

## Werke
- Culture Jamming. Das Manifest der Anti-Werbung. Orange-press, Freiburg 2006, ISBN 3-936086-22-2.
- Design Anarchy. Orange-press, Freiburg 2006, ISBN 3-936086-27-3 (mit deutschem Übersetzungs-Booklet).

## Notizen
1. ↑  Lasn: „Why won’t anyone say they are jewish?“ In: Adbusters, März–April 2004; kritisch dazu Jeff Sommer: „The war against too much of everything.“ In: The New York Times, 22. Dezember 2012.
2. ↑  im Buch Proteste. Jüdische Rebellion in Jerusalem, New York und andernorts herausgegeben von Gisela Dachs
3. ↑  im Buch Rechter und linker Populismus: Annäherung an ein Chamäleon von Karin Priester

| Personendaten    | Personendaten                                   |
| ---------------- | ----------------------------------------------- |
| NAME             | Lasn, Kalle                                     |
| KURZBESCHREIBUNG | kanadischer Dokumentarfilmer und Medienkritiker |
| GEBURTSDATUM     | 1942                                            |
| GEBURTSORT       | Tallinn                                         |